# Philipp Apian

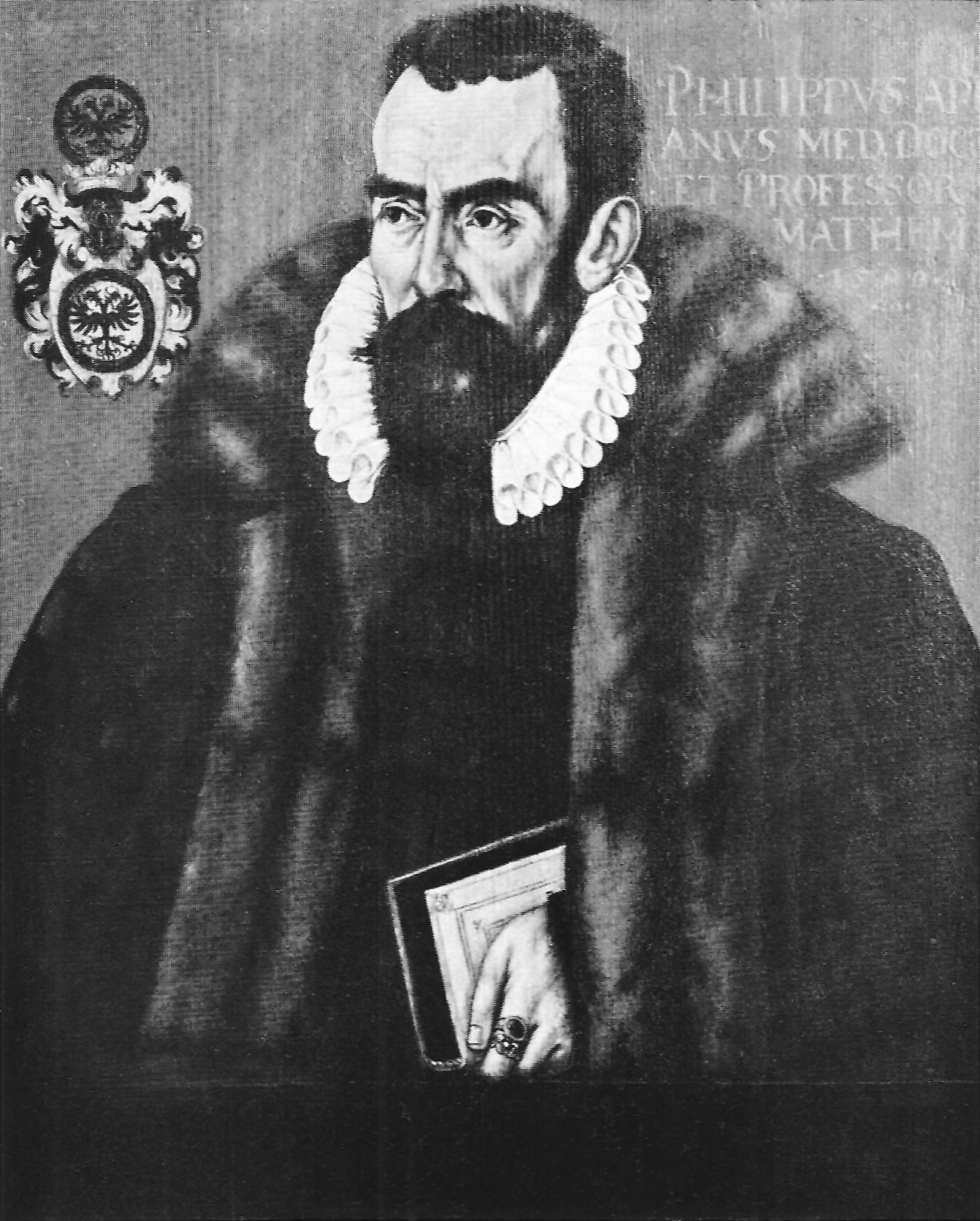
Philipp Apian (portret olejny Hansa Ulricha Alta, 1590)

Philipp Apian, znany także jako Philipp Bennewitz lub Bienewitz (ur. 14 września 1531 w Ingolstadt, zm. 15 listopada 1589 w Tybindze) – niemiecki matematyk, lekarz i kartograf. 

## Życiorys
Syn matematyka i astronoma Petera Apianusa. W wieku 11 lat zaczął naukę matematyki na Uniwersytecie w Ingolstadt. Od osiemnastego roku życia kontynuował studia we Francji.
Po powrocie do Niemiec w 1552 został profesorem. Na polecenie księcia bawarskiego Albrechta III w latach 1554–1563 stworzył mapę Bawarii. Przez 14 lat wykładał na Uniwersytecie w Tybindze, aż w końcu w 1583 usunięto go ze stanowiska, gdyż odmówił zanegowania kalwinizmu.